# 多系統群

「恒温動物」（哺乳類と鳥類からなる青い部分）は多系統的である

多系統群（たけいとうぐん）とは、生物の分類群のうち、異なる複数の進化的系統からなるものをいう。系統樹でいえば、複数の枝をまとめて1つの群としたものである。例としては、「原生動物」などがある。
それに対し、単一の系統全体（系統樹の1つの枝全体）からなる分類群を単系統群という。
進化論が出されて以後、多系統群は自然分類でないとして排除される傾向にある。かつては単系統群とされた群がそうでないと考えられるようになった場合、分類体系の見直しが行われるのが常である。それらが側系統であった場合、その分類群は認められ続ける可能性があるが、多系統と判断された場合、それらを別の群として分けるのが普通である。

## 具体例
ある群が多系統であることが発覚した場合、それは異なった祖先からよく似た生物が進化したことを意味する。つまり、収斂進化が生じたことを意味すると考えられる。
上の図の脊椎動物の例であれば、恒温性は哺乳類と鳥類に見られる性質であるが、これが脊椎動物の進化においてただ一回獲得されたものであれば、両者は共通の祖先を持つことになるから、それ以外の群と区別して恒温動物類という分類群が成立する。
しかしながら、様々な形質から考えて、脊椎動物の系統樹は上の図のようになっている。これから判断すると、この性質はむしろ両者において独自に獲得されたと考えられる。したがって、恒温動物という言葉は生理的特徴による類別としては成立するが、分類学上の群としては成立しない。

## 関連事項
- 分類学
- 分岐学
- 単系統群
- 側系統群
- 相似 (生物学)
- 収斂進化